# Della Torre

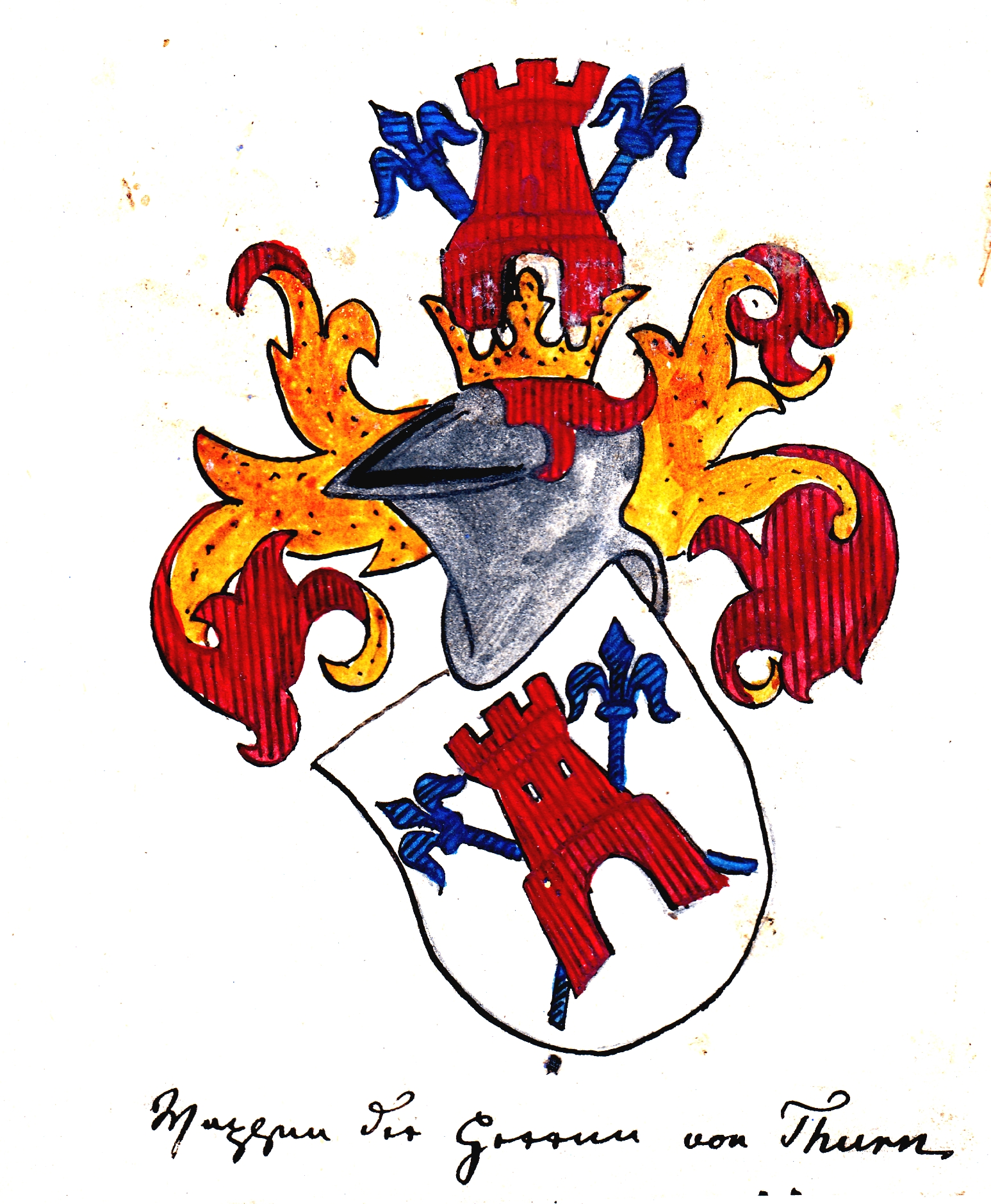
Stemma dei Della Torre

I Della Torre (o Dalla Torre o Torriani o De la Turre in latino medievale) sono una famiglia della nobiltà lombarda che dominò la Lombardia e larga parte dell'Italia settentrionale tra il XII e XIV secolo. Possedevano la Signoria di Milano, prima di venire estromessi dai Visconti. Erano membri del partito guelfo.
Nel corso dei secoli, diversi rami della famiglia hanno acquisito numerosi titoli nobiliari: furono baroni, conti, marchesi e anche duchi e principi. Numerosi esponenti inoltre sono stati insigniti di svariati titoli legati ad ordini cavallereschi.
La discendenza diretta della famiglia è rappresentata oggi dal Duca Riccardo Maria Barbieri Torriani, nato a Milano il 9 maggio 1977 da Adriano Maria Barbieri Torriani e Valentina Carla Balzarotti, coniugato con la Duchessa per matrimonio Greta Nicole Maroni. 

## Origini
Antica famiglia dell'aristocrazia milanese, di Milano Porta Nuova, secondo la tradizione di ceppo franco discendente dei De La Tour di Borgogna, dei quali due esponenti si trasferirono attorno all'anno 1000 in Val Sassina per sposare due figlie del conte Tacius. I De La Tour a loro volta sarebbero discendenti di Anscario I, conte di Oscheret (regno di Borgogna) e poi marchese d'Ivrea, imparentato con la famiglia imperiale di Carlo Magno.
La famiglia Della Torre era stata infeudata dall'arcidiocesi di Milano di vasti territori che arrivavano sino al Canton Ticino, il cui corpo principale era la contea di Valsassina, con al centro il borgo fortificato di Primaluna. Tra i primi membri importanti sono documentati Ardericus De La Turre, indicato tra i capitanei milanesi in un documento del 1130, e Martino ''il Gigante'', Conte della Valsassina, che combatté in Terra santa durante le Crociate trovando la morte sotto le mura di Damasco nel 1148.
Suo figlio Jacopo sposò una Berta Visconti e fu reggente di Milano.
Suo nipote Raimondo fu vescovo di Como dal 1262 al 1273. Nel 1269 fu catturato da Corrado Venosta von Matsch (1226-1278, feudatario del Castello di Boffalora in Valchiavenna) ed esposto in una gabbia al pubblico ludibrio a Sondalo in Valtellina. Venne poi liberato dalle milizie del fratello Napo Torriani che distrussero il castello il 25 settembre 1273. Fu inoltre Patriarca di Aquileia dal 1273 al 1299.
Un altro nipote, Salvino (1240?-1287), fu signore di Parma. La figlia Elena (1285) andò in sposa nel 1300 a Niccolò da Carrara.

## Stemma
I Torriani adottarono due stemmi:

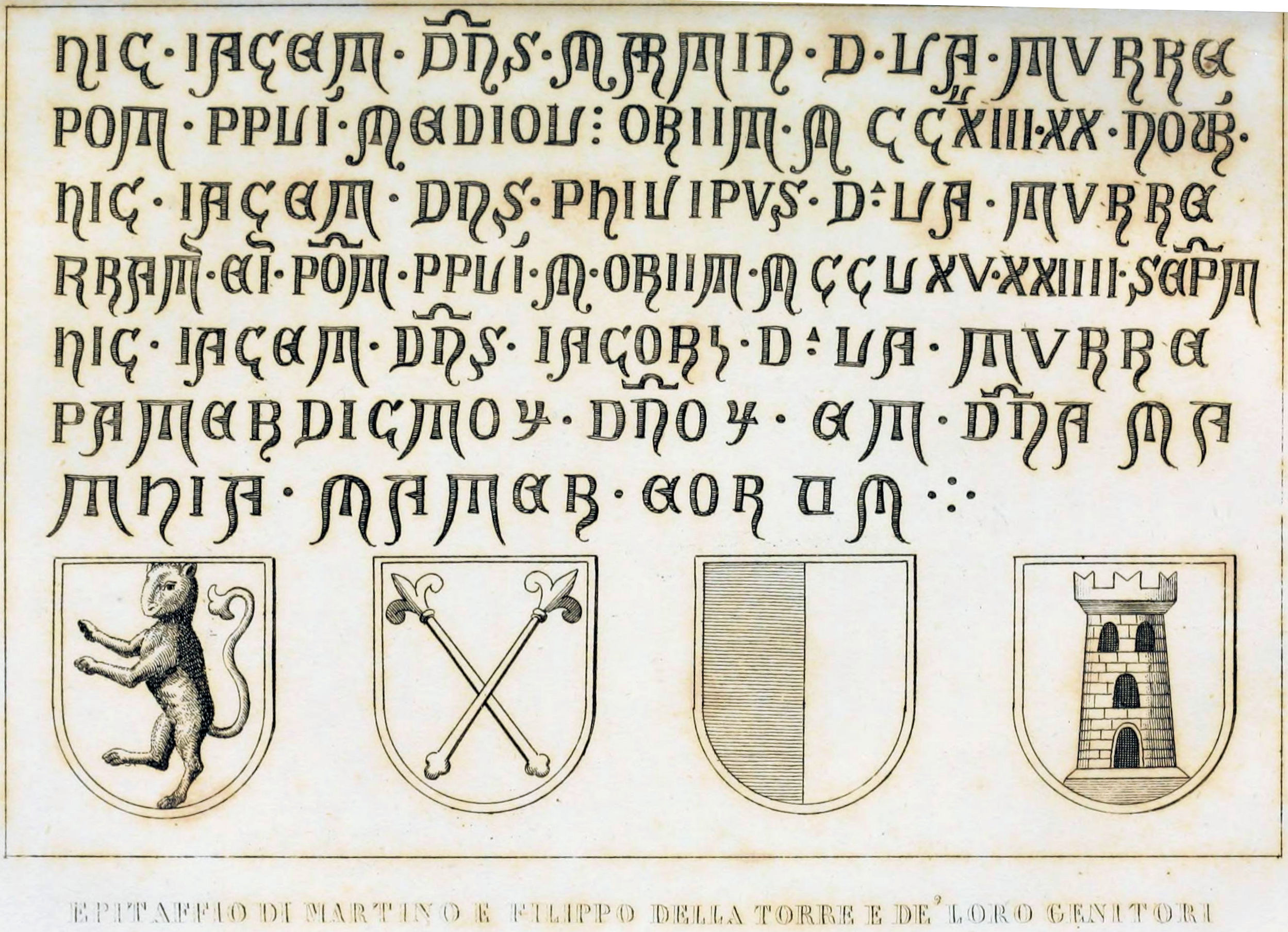
Epitaffio di Martino e Filippo della Torre e dei loro genitori

- due scettri gigliati decussati (in croce di Sant'Andrea) d'oro in campo azzurro
- una torre di rosso in campo d'argento

Generalmente questi elementi sono racchiusi in un unico stemma inquartato, oppure sovrapposti che danno origine ad un unico stemma che è una torre di rosso in campo d'argento, o anche in campo d'azzurro, attraversata da due scettri d'oro, gigliati e decussati. A volte nel capo dello scudo figura un'aquila imperiale di nero in campo d'oro, mentre altre volte sopra la torre figura una mezzaluna d'oro o d'argento.
La famiglia utilizzava anche altri stemmi come quello bipartito d'argento e di nero della Credenza di Sant'Ambrogio, o il leone rampante di rosso in campo d'oro della Valsassina.

Primissimo stemma dei Torriani
Napoleone della Torre (1274)
Stemma nel 1495
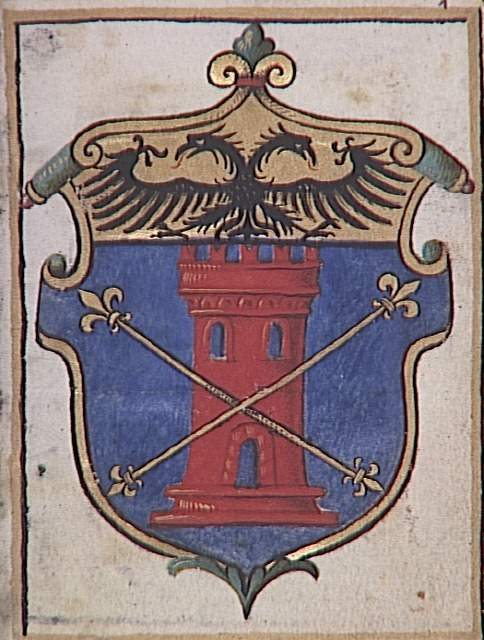
Stemma del Libro d'Ore dei Della Torre (1495)
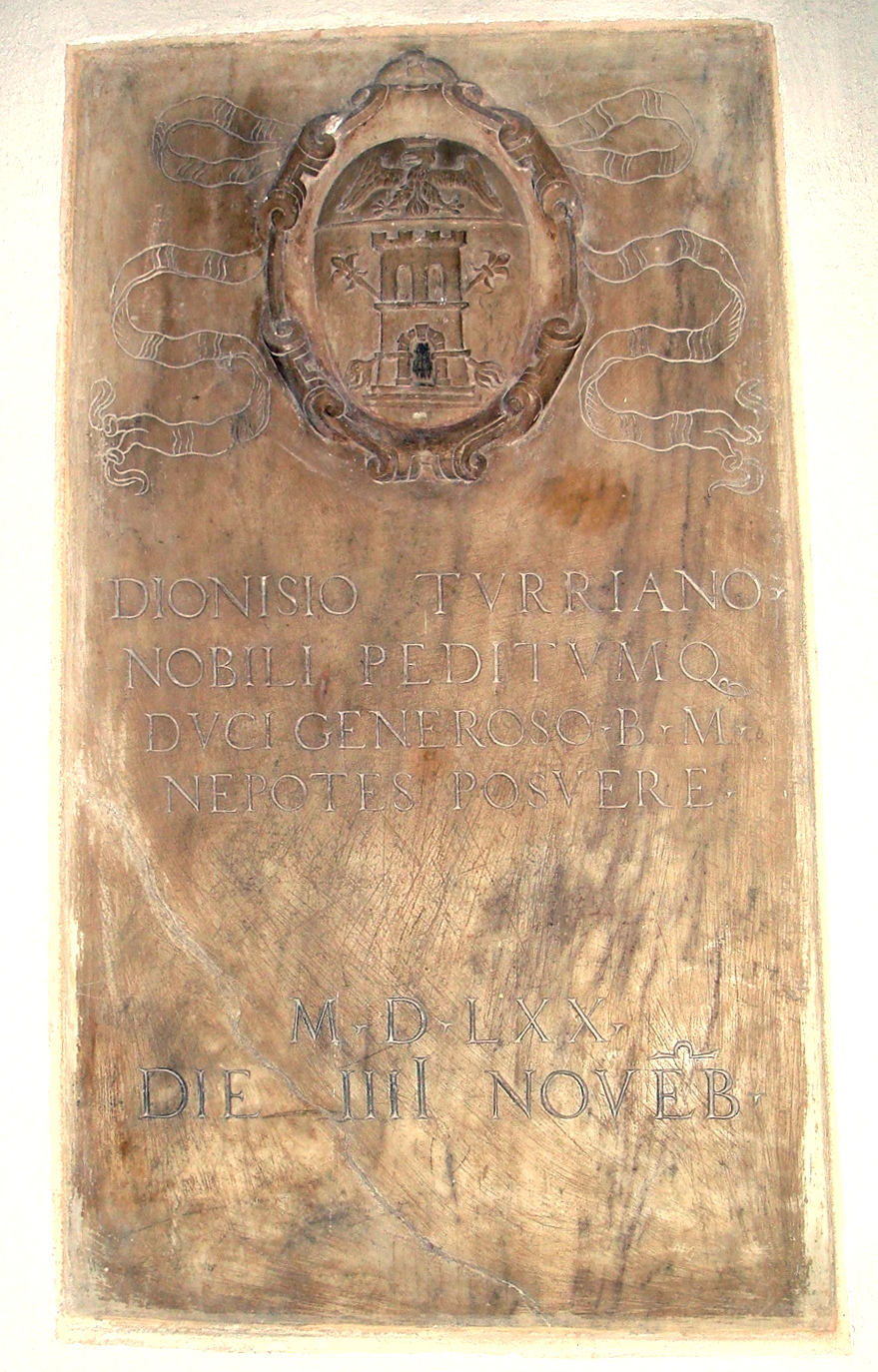
Stemma sulla lapide di Dionigi Torriani (1570)
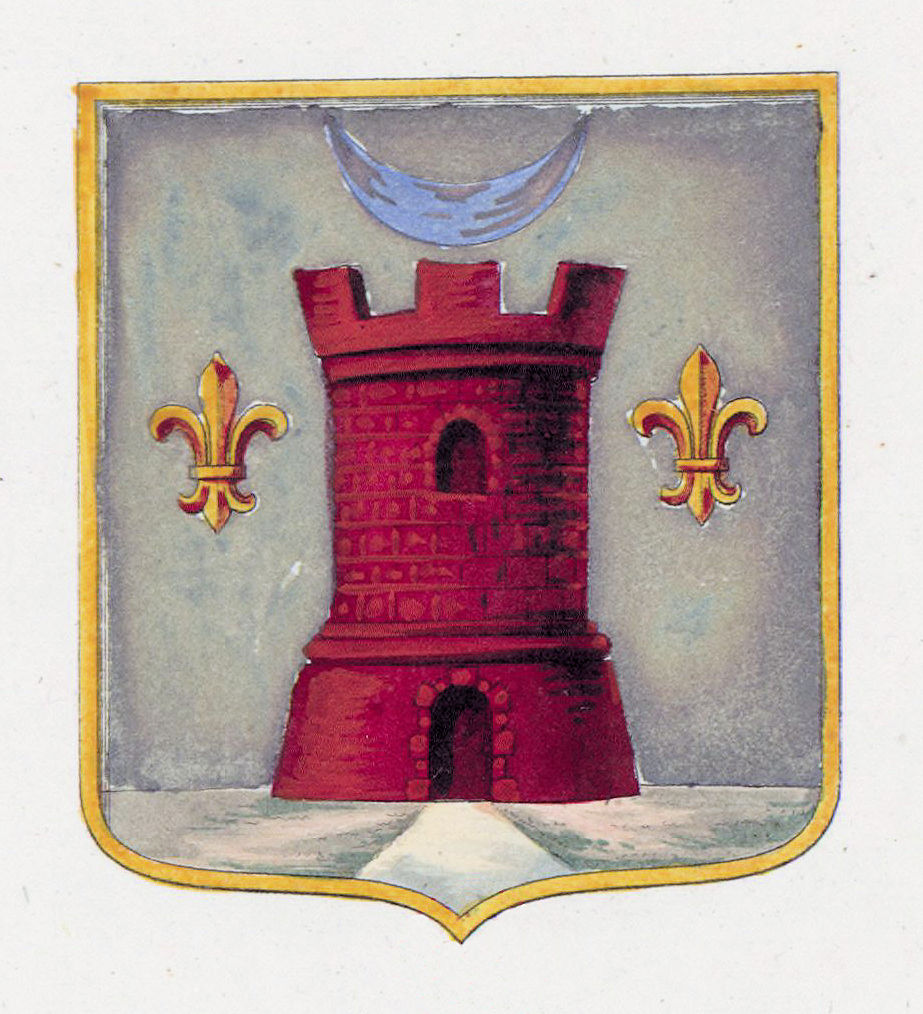
Stemma nelle Famiglie celebri italiane

## Signori di Milano
L'ascesa ha inizio con il nipote di Martino il Gigante, Pagano, il figlio di Jacopo, già attivo nella politica milanese di quegli anni, che nel 1237 diede rifugio, ospitandolo nelle proprie terre della Valsassina, a ciò che restava dell'esercito milanese sconfitto nella battaglia di Cortenuova dall'Imperatore Federico II. Per questi meriti fu nel 1240 chiamato a ricoprire la carica di Anziano della Credenza di Sant'Ambrogio e Capitano del Popolo, di fatto primo Signore di Milano sino alla sua morte avvenuta nel 1241.
Il nipote Martino, figlio di Jacopo, fratello di Pagano, impose la sua personalità sulla città, fondò la Signoria di Milano e dopo la Tregua di Parabiago (1257) e la Pace di Sant'Ambrogio (1258), affermò la supremazia dei Torriani nel territorio dell'Arcidiocesi.
Morì nel 1259 e gli succedette un altro fratello, Filippo.
I possessi dei Torriani includevano anche Bergamo, Como, Lecco, Lodi, Monza, Novara, Varese e Vercelli; inoltre controllavano Brescia grazie ad alleanze e intrecci parentali con la potente famiglia locale dei Maggi.

### Perdita, riconquista ed estromissione dalla Signoria di Milano
Morto Filippo nel 1265 gli succede al potere su Milano il più anziano della famiglia, Napoleone della Torre, detto Napo Torriani, figlio di Pagano, che viene affiancato dai fratelli Francesco, che diventa podestà di Brescia, Alessandria, Bergamo, Novara e Lodi e signore del Seprio, e Paganino, nominato podestà a Vercelli.
Paganino viene assassinato il 29 gennaio 1266 da una banda di nobili milanesi proscritti a cui vanno a dar man forte alcuni pavesi inviati dal marchese Oberto II Pallavicino. Per rappresaglia Napo fa eseguire 53 decapitazioni, a Vercelli, Milano e Trezzo, tra i nobili congiurati e di fazione avversa.
Sotto di lui Milano viene modernizzata da un ampio programma di lavori pubblici che la trasformano radicalmente, facendola diventare la vera metropoli dell'Italia settentrionale.
Napo viene insignito del vicariato imperiale nel 1274 dall'Imperatore Rodolfo I d'Asburgo e, dopo aver vinto nel 1276 l'importante battaglia della Guazzera, presso Ranco nel varesotto, e successivamente perso la battaglia di Germignaga, combattuta per il possesso della Rocca di Angera, che comunque restò nelle mani dei Torriani, viene sconfitto e catturato nella battaglia di Desio del 21 gennaio 1277 dall'arcivescovo Ottone Visconti (che quindici anni prima era stato eletto al seggio arcivescovile ambrosiano a discapito di Raimondo della Torre, ed era quindi divenuto il punto di riferimento della nobiltà sia di Milano che dell'Alto Milanese e del Locarnese e con il loro appoggio aveva mosso guerra ai Della Torre). Muore l'anno seguente in prigionia nel castello di Baradello presso Como.
Il fratello Francesco resta ucciso nel corso della stessa battaglia.
Pure il figlio Corrado detto "Mosca" e Guido, figlio di Francesco, vengono fatti prigionieri, ma riescono a fuggire dal Castel Baradello nel 1284. Da quel momento, dal Friuli e dalle città padane a loro fedeli, i Della Torre organizzano una guerriglia senza tregua contro i Visconti. Corrado nel 1290 è nominato governatore dell'Istria, nel 1293 podestà di Trieste e nel 1304 podestà di Bergamo. Nel 1302 i Della Torre rientrano a Milano proprio con Guido, che strappa la signoria ai Visconti.

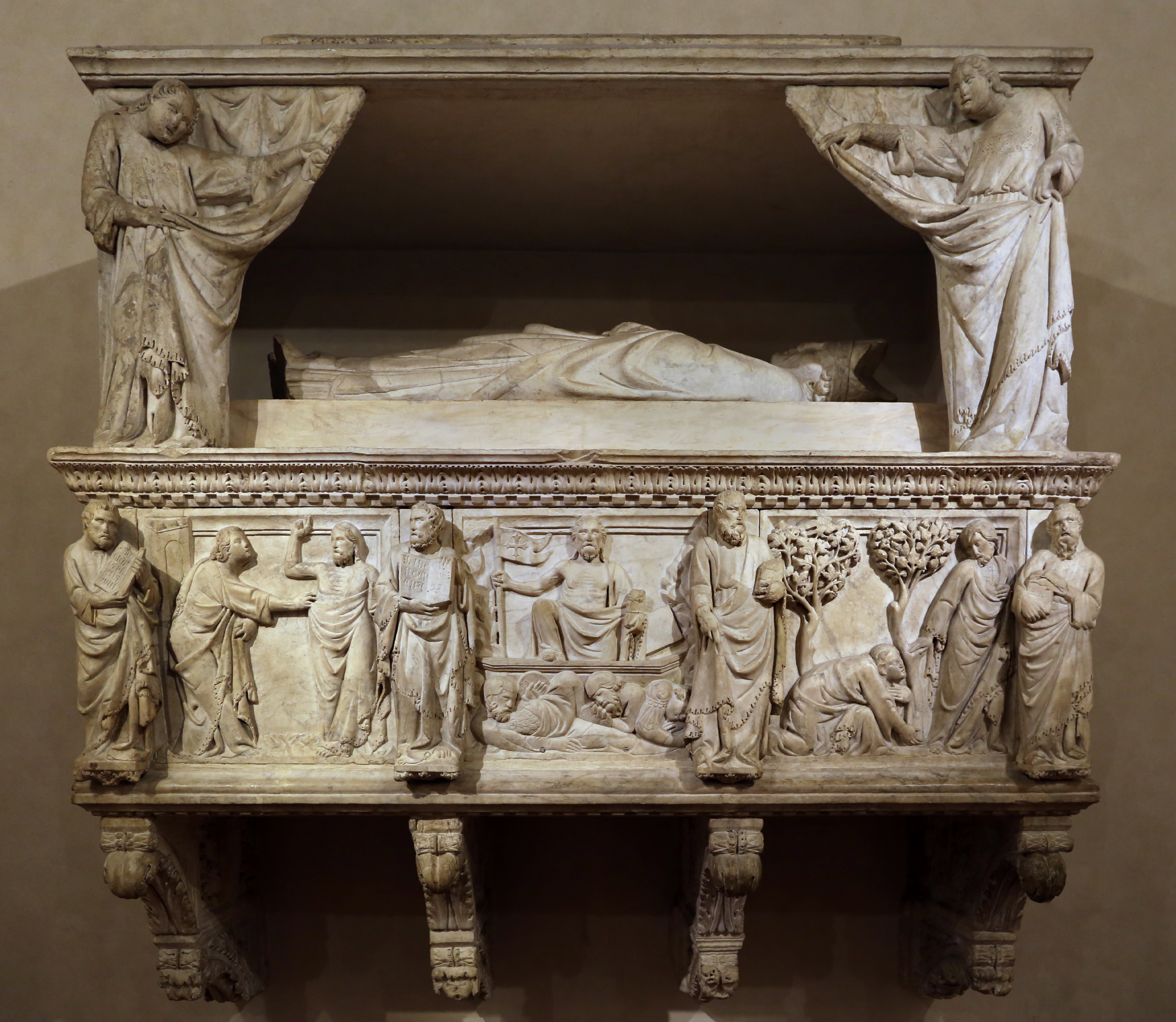
Tino di Camaino, Monumento funebre a Gastone o Cassono della Torre. - Museo di Santa Croce, Firenze

Nel 1311 Guido, entrato in conflitto con l'arcivescovo Cassono della Torre, detto anche Cassone o Gastone figlio di Corrado, suo cugino, rompe l'unità familiare che era stata la forza dei Torriani e, dopo aver provato a far ribellare il popolo contro l'imperatore del Sacro Romano Impero Enrico VII, è costretto alla fuga perdendo la signoria che ritorna ai Visconti. Malato, si rifugia prima a Lodi poi a Cremona, dove muore nell'estate del 1312. Una parte della famiglia riprenderà la guerra contro i Visconti e la casata dei Della Torre farà ritorno a Milano solo nel 1332 per intercessione del Papa; avrà restituite parte delle terre e beni, ma dovrà accettare la signoria viscontea.

## Altri membri
Da allora il casato si divide in diversi rami che hanno dato origine a numerose famiglie nobili, in Lombardia, Friuli, Veneto, Emilia-Romagna, Toscana e Piemonte.
Florimondo della Torre, figlio di Corrado detto "Mosca", provò invano a riguadagnare il potere a Milano.
Anche un altro figlio di Corrado, il già citato Cassono, fu prima Arcivescovo di Milano e poi Patriarca di Aquileia dal 1316 al 1318. Paganino, l'ultimo dei figli di Corrado, fu podestà di Como e Senatore di Roma.
Tiberio della Torre, figlio di Martino e pronipote di Napo, fu vescovo di Brescia dal 1325 fino alla sua morte nel 1333. Il figlio di Florimondo, Pagano, fu vescovo di Padova e Patriarca di Aquileia dal 1319 al 1332.
Tra i vari discendenti:
- Jacopo della Torre detto Jacopo da Forlì, docente universitario, medico e studioso del XIV secolo.
- il Beato Antonio della Torre detto dell'Aquila, medico, nacque a Milano attorno al 1424 e morì a L'Aquila nel 1494. Fu beatificato da papa Clemente XIII, al secolo Carlo della Torre Rezzonico (altro discendente di un altro ramo del casato), nel 1759.
- Giacomo Antonio della Torre fu vescovo di Cremona dal 1476 al 1486.
- Francesco Torriani fu consigliere dell'Imperatore Ferdinando I e Barone imperiale e ambasciatore a Venezia (1558).
- Carlo Torriani fu governatore di Trieste nel 1666.
- Gianello Torriani, ingegnere e matematico del XVI secolo: seguì Carlo V in Spagna, dove è noto col nome di Juanelo Turriano.
- Enrico Matteo von Thurn-Valsassina, nobile boemo e diplomatico del XVII secolo.
- Lucio della Torre, signore del castello di Villalta: famoso per le sue efferatezze a capo di una banda di bravi e briganti nei territori della Serenissima, venne giustiziato a Gradisca il 3 luglio 1723 all'età di 28 anni.
- Mons. Giacinto della Torre (1757-1814), Arcivescovo di Torino dal 1805 al 1814.
- Prof. Pier Luigi Della Torre (1887-1963), medico neurochirugo di fama europea, fondatore della pinacoteca di Treviglio.
- il Servo di Dio Carlo Della Torre (1900-1982), missionario salesiano, nativo di Cernusco sul Naviglio e morto a Bangkok in Thailandia.
- Gian Giacomo della Torre Piccinelli, giudice e presidente della Corte d'Assise d'Appello di Milano fino al 1998.
- Karl Wilhelm von Della Torre, originario del ramo Trentino della famiglia, poi trasferitosi ad Innsbruck. Fu botanico e zoologo, professore all'Università di Innsbruck dal 1895.
- Giuseppe Della Torre.

## Ramificazioni e famiglie
Della Torre e Torriani nelle terre del Patriarcato di Aquileia

### Torriani di Mendrisio
Questo ramo, che adotta anche la forma cognominale Torriani (XVI sec.), è localizzato nel borgo di Mendrisio nel Canton Ticino, nella Svizzera italiana. Esso appare rigoglioso precedentemente alla dispersione dei Della Torre avvenuta dopo la sconfitta di Desio, che porta la famiglia a riparare in Friuli e a dare origine alle varie linee lombarde, venete e friulane. Se ne hanno notizie sicure dalla metà del 1100. Di questo ramo è il Beato Guglielmo della Torre, Vescovo di Como; così è logico pensare che la presenza in loco fu dovuta a possessi di terre nel Canton Ticino (precedenti l'ascesa alla Signoria di Milano da parte dei Della Torre) che con la vicina Valsassina fa parte dell'Arcidiocesi di Milano. Da parte di altri si è contestato l'appartenenza dei Torriani di Mendrisio ai Della Torre di Milano, ma essi si sono sempre considerati in rapporto di discendenza con questi ultimi avendo in comune anche il caratteristico stemma con la torre rossa su sfondo bianco attraversata da due scettri gigliati in croce di Sant'Andrea. Un ramo si stabilì a Rancate (sempre in Canton Ticino) dando origine alla famiglia Della Torre di Rancate (poi Rancati) a cui appartenne l'Abate Ilarione Rancati.

### Torriani di Marradi in Toscana
Questo ramo deriva dalla Famiglia di Bartolomeo (q. Agostino, q. Giovanni, q. Gaspare. q. Suseno. q. Finiberto. q. Simone. q. Guido).

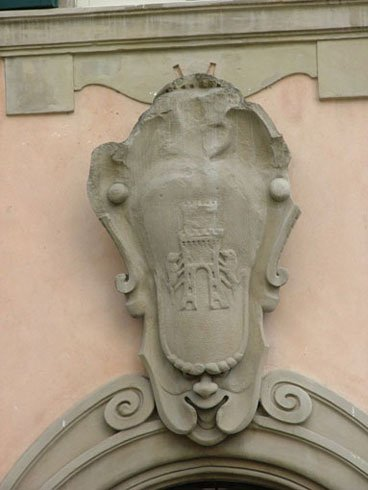
Stemma famigliare sulla facciata di Palazzo Torriani a Marradi (FI)

Bartolomeo, nato probabilmente nel 1505, marito di Faustina nobile Trevano, comense, fu dei maggiorenti di Mendrisio: morì nel 1568.
Da lui nacque Aurelio, nato intorno al 1550, marito di Barbara di Nicolao nob. Della Torre, ucciso proditonamente da Gaspare Della Torre nel 1585.
Da Aurelio e da Barbara, scomparsa nel 1637, nacque postumo Nicolao nel 1585, che sposò nel 1618 Caterina de Pozzi (probabilmente morti all'estero) da cui nacque Francesco Antonio, nato nel 1631 ed emigrato a Lione.
Da Francesco Antonio e da NN. nacque Carlo Giuseppe, emigrato a Marradi, da cui deriva la attuale famiglia di Toscana, i Torriani detti "di Marradi in Toscana".
Esiste tuttora Palazzo Torriani, costruito alla fine del XVI secolo in via Fabroni al n.58, nel centro del paese di Marradi: imponente costruzione iniziata dalla famiglia Razzi sui resti di una torre pre-romana, acquisita dalla famiglia Torriani alla metà del XVII secolo, a tutt'oggi abitato dalla famiglia della sig.ra Annamaria Donati Tagliaferri Torriani.

### Von Thurn Valsassina
Un altro discendente del ramo friulano, Girolamo (Patrizio Veneto, morto a Venezia nel 1590), sposò nel 1549 la N.D. Giulia Bembo figlia di Gianmatteo Bembo e fu Chierico della Camera Apostolica e Segretario delle Lettere Apostoliche, ma vi rinunciò; fu poi rinominato Conte di Valsassina del Sacro Romano Impero, Barone di Vercelli, in Croce e di Leipritz con diploma del 26-5-1533 assieme ai fratelli Michele e Luigi ed al cugino Niccolò, dall'Imperatore Carlo V, titolo riconfermato con diploma imperiale del 23-6-1572. I suoi discendenti assunsero il cognome della Torre di Valsassina - poi germanizzato in von Thurn-Valsassina - e furono proprietari di numerose terre in Moravia; nel 1587 diventarono signori del Castello di Duino, aggiungendo anche il cognome Hofer così diventando von Thurn-Hofer und Valsassina. Furono sempre al servizio degli Asburgo.
Tra la fine del XVII e l'inizio del XVIII secolo i Torriani di Valsassina divennero piuttosto famigerati nelle terre della Patria del Friuli, all'epoca dominio veneziano, per la loro condotta particolarmente efferata: la storia della famiglia infatti fu una sequela di fatti di sangue particolarmente crudeli, comprendendo anche assassinii e faide familiari. L'esponente più famigerato del ramo friulano fu indubbiamente il Conte Lucio Antonio della Torre di Valsassina, protagonista di diversi atti criminali nei confronti della Serenissima e a capo di una feroce banda di bravi che imperversò per anni nelle terre friulane rendendo il suo nome particolarmente inviso alla popolazione. Fu alla fine condannato a morte e giustiziato a Gradisca d'Isonzo nel 1723 all'età di 28 anni per l'assassinio della moglie Eleonora di Madrisio, tuttavia le sue azioni macchiarono irrimediabilmente la reputazione di tutti i Della Torre anche molti anni dopo sua la morte.

### Thurn und Taxis

Stemma dei Thurn und Taxis

Altri lontani membri della famiglia, discendenti di Volveno della Torre, imparentatisi con la famiglia bergamasca dei Tasso di Camerata Cornello, successivamente al servizio degli Imperatori del Sacro Romano Impero come Maestri di Posta, originarono la nobile casata tedesca dei Thurn und Taxis (Della Torre e Tasso).
La contessa Teresa von Thurn-Hofer und Valsassina ultima discendente diretta dei Della Torre di Valsassina signori del Castello di Duino presso Trieste sposò nel 1849 il principe Egon zu Hohenlohe-Waldenburg-Schillingsfürst dal quale ebbe 6 figli. La quarta figlia Maria sposò a sua volta nel 1875 a Venezia il principe Alexander Thurn und Taxis, figlio di Hugo Maximilian del ramo cadetto Lautschin-Boemia, portando in dote il Castello di Duino. Da loro nacque nel 1881 Alexander che ereditò a sua volta il castello, e, creato I Duca di Castel Duino dal Re d'Italia Vittorio Emanuele III si naturalizzò italiano nel 1923 ri-assumendo per sé e per i suoi discendenti il cognome di "Della Torre e Tasso duchi di Castel Duino", dove tutt'oggi la famiglia abita.

### Della Torre di Rezzonico
Questo ramo è originario del borgo di Rezzonico sul Lago di Como. Andrea Erecco della Torre figlio di Guido sarebbe il capostipite che sembra abbia dato origine alla famiglia Della Torre di Rezzonico.
Nel 1640, un Aurelio Della Torre, comasco di Rezzonico, si trasferì prima a Genova e quindi a Venezia per esercitarvi il commercio. Accumulò immense fortune che lasciò in eredità ai nipoti Giovanni Battista e Quintiliano, i quali, sborsando centomila ducati alla Repubblica di Venezia, ottennero il patriziato veneziano. Giovanni Battista sposò una nobildonna della città e dal matrimonio nacque, il 7 marzo 1693 Carlo Rezzonico, che nel 1753 divenne Papa col nome di Clemente XIII, famiglia estinta. Indicata dal Tribunale Araldico del Governo Lombardo il 20-11-1769.

### Della Torre di Val Camonica

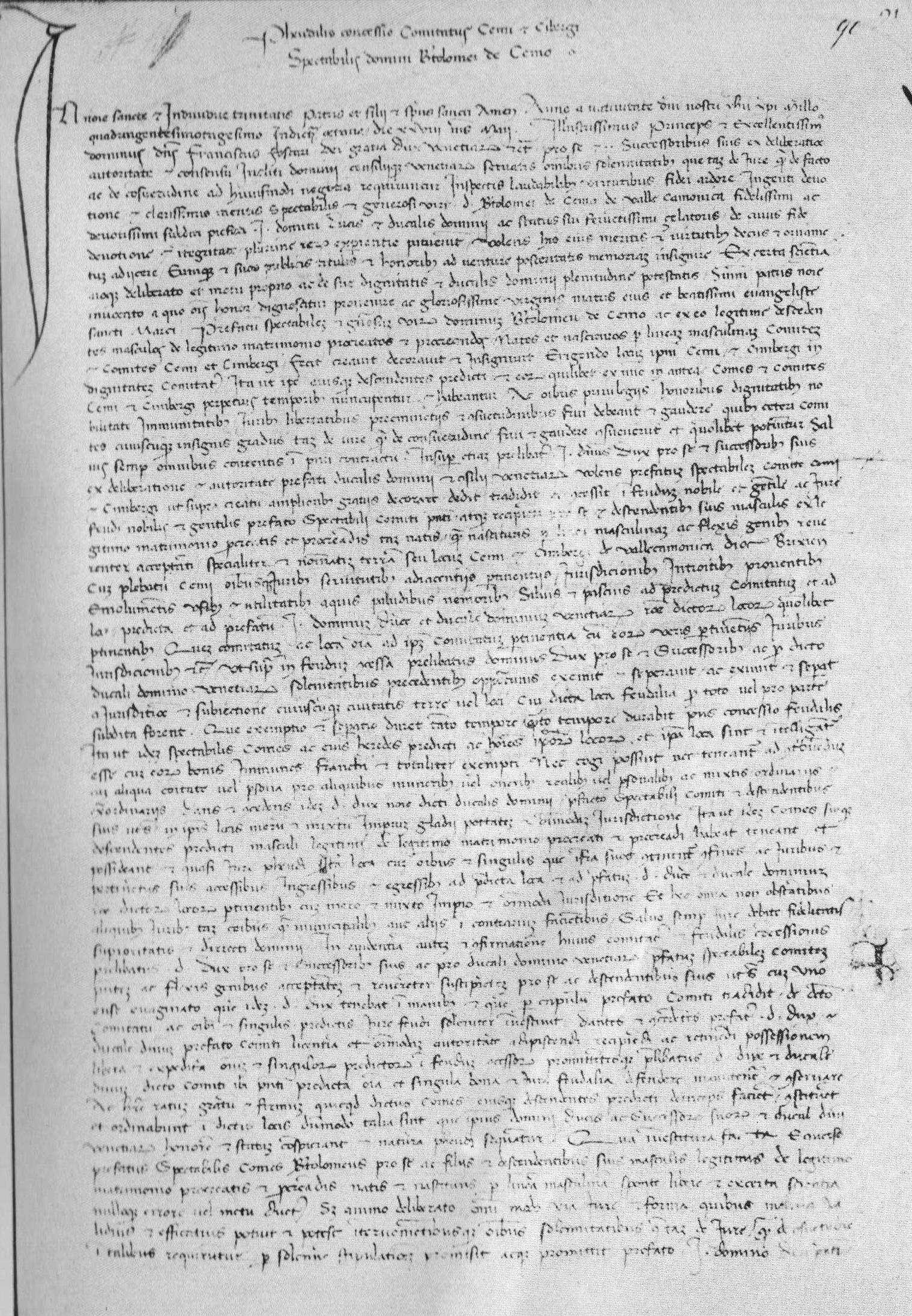
Privilegio con cui Bartolomeo della Torre è nominato conte di Cemmo e Cimbergo, 1430

Alcuni membri vennero investiti delle decime di Cemmo nel 1337; nel 1407 i fratelli Bartolomeo e Boccaccino ebbero dai Visconti l'assegnazione di alcuni beni confiscati agli Antonioli.
Il 28 maggio 1430 Bartolomeo della Torre appoggiando la Serenissima contro Milano nella conquista della Val Camonica viene eletto conte di Cemmo e Cimbergo.
Qui di seguito viene riportato il testo della donazione dogale effettuata nella Basilica di San Marco a Venezia:
(Donazione della contea di Cemmo-Cimbergo a Bartolomeo da Cemmo, 28 maggio 1430)
Nel 1433 Cemmo è attaccata dai ghibellini e Bartolomeo è costretto a forza a giurare fedeltà ai Visconti, mentre nel 1438 si schiera apertamente dalla parte milanese nella riconquista della valle, perdendo titolo e privilegi che passeranno alla famiglia Lodron.
La decadenza della famiglia inizia col XV secolo e Graziolo del fu Albrighino della Torre fu uno tra gli ultimi esponenti della famiglia.
I Pelegrinis seu dela Turre andarono in rovina a seguito di rovesci finanziari e faide famigliari: un Simone, che nel 1491 aveva barbaramente ucciso il padre Tomaso, che gli aveva negato il permesso di tenere cani per la caccia alle lepri, venne a sua volta ucciso nel 1503.

### Della Torre di Val di Sole e Val Bresima
Vi è l'ipotesi dell'esistenza di un ramo trentino della famiglia Della Torre lombarda, tradotto poi in 'Dalla Torre' ed accreditato in cataloghi della nobiltà del Principato Vescovile di Trento, fin dall'inizio del Cinquecento. Ne parla il professore, sacerdote e studioso di Bresimo G.B. Depeder nel suo scritto "Ai miei compatrioti di Bresimo" del 1913. Egli, sulla base di antichi documenti in suo possesso (anche alcune pergamene dell'attuale 'archivio Depeder', sito presso la canonica di Bresimo) parla di un ramo, originato dalla Lombardia e precisamente dai Della Torre di Bergamo, con Pietro (podestà di Trento nel 1415) e il figlio Bartolomeo, per tre volte console di Trento, fino alla metà del '400 e venuto ad abitare in Bresimo (valle di Non), dimorante in un vetusto castello della valle (castel Beliarde, munito di torre e crollato definitivamente in un incendio del 1956). Questo possesso fu ottenuto dall'amicizia con la famiglia Thun, signori della valle Bresima e influenti nobili del Principato di Trento fin dal '300. La conferma sarebbe nelle corrispondenze di nomi di famiglia dei primi del '400, nella presenza di un notaio bergamasco a Bresimo in quegli anni e nel cognome di Pietro e Bartolomeo, che nei documenti del Comune vengono segnati come 'a Turri', letteralmente tradotto in 'Dalla Torre'. Altra conferma è anche nell'uso di uno stemma inizialmente simile a quello dei Torriani di Bergamo (ramo confermato dei Torriani di Valsassina), ovvero una semplice torre su pianura di verde, in campo azzurro. Lo stemma fu confermato e migliorato per un ramo di Flavon, forse legato a quelli di Bresimo, con un diploma di Massimiliano II, l'8 maggio del 1574: di azzurro bordato di rosso, alla torre argento fondata su una pianura di verde, accompagnata da tre stelle d'oro, il cimiero è un leone rampante color fulvo, reggente la scritta 'Fortitudo mea Dominus'. L'amicizia coi Thun continuò nell'amministrazione dei loro beni e concessioni di terre, sia a Bresimo, che nella contea di Ton, fino alla fine dell'Ottocento.
Così dicasi per il ramo della val di Sole, che ottennero anch'essi, nella persona del pittore Giovanni Marino, conferma e miglioramento di uno stemma, "già in uso presso i suoi antenati" (dalla copia del diploma), dal principe vescovo Domenico Antonio Thun, nel 1726: di azzurro alla torre di rosso, accompagnata da due stelle d'oro ai lati e una bandiera di rosso e bianco sventolante in punta, mentre la terza stella fa' qui da cimiero. Questa ipotesi di discendenza è avallata anche nel recente testo di L. Borrelli e G. Tabarelli De Fatis, Stemmi e notizie di famiglie trentine, del 2004 (per la Società di studi trentini di scienze storiche), che parla di membri dei Della Torre di Valsassina, amici dei Thun e venuti nelle valli di Non e Sole, durante il Quattrocento, per l'amministrazione delle miniere e loro lavorazione.
Il ramo di Innsbruck, partito sul finire del Settecento, con Giovanni Nepomuceno e Carlo Luigi, figli del medico di Flavon Giovanni Matteo, dottorando ad Innsbruck a metà Settecento e avo anche del celebre naturalista K.W. von Dalla Torre, professore all'università di Innsbruck. I Dalla Torre di Innsbruck dimorarono nel castello di Planötzen, a nord della città e si imparentarono con numerose famiglie nobili tirolesi, tra cui i von Posch, i Giovanelli, i Melchiori e i von Schulthaus. Questo ramo inoltre ottenne uno stemma come quello degli antenati di Flavon, ma inquartato, con in 1 e 4 una torre azzurra su fondo dorato e in 2 e 3 tre stelle d'oro su fondo azzurro e i predicati di 'Thurnberg und Sternhof', concesso da Giuseppe II nel 1787.
Ció nonostante, comunque, studi e approfondimenti ulteriori sui documenti e le pergamene superstiti, sembrerebbero far propendere l'origine dei Dalla Torre di Bresimo dagli antichi signori di Altaguarda (ramo dei Da Livo), in quanto ne rappresenterebbero un ramo cadetto, formato inizialmente da notai, andati a dimorare nella residenza di paese (castel Beliarde), dopo la vendita del castello di Altaguarda ai Thun. In questo caso lo stemma è come per gli Altaguarda: interzato in scaglione, in 1 rosso, in 2 oro, in 3 nero. La famiglia di Flavon potrebbe invece derivare dai nobili Torresani, presenti anche nella zona di Cles/Flavon, per la comunanza degli stemmi e quella della val di Sole avere un'origine indipendente, data l'ulteriore (anche se minima) diversità dello stemma in uso.

### Della Torre poi Bovio della Torre di Alessandria
Membri della famiglia Della Torre di Milano sono già documentate in Alessandria sul finire del sec. XII. La storica alleanza politico-militare tra i due Comuni, aderenti alla Lega Lombarda, nonché gli interessi che i Torriani avevano nel trovare alleati tra le città dell'Italia nord occidentale, motiva la presenza di membri del casato in Alessandria, dove risultano ascritti tra i Nobili della Credenza. Tra il 1191 e 1203 Baldovino della Torre è tra i consoli del Comune di Alessandria che firmano i trattati di alleanza con i Comuni di Asti e Alba. Tra i Podestà che ressero Alessandria nel Duecento, molti furono i Della Torre provenienti da Milano: nel 1268-69 Francesco, nel 1275 Lodisio, nel 1289 Giannotto, nel 1291 Guidofredo. Nel 1301 Carlone e Paganello sono tra i Nobili della Credenza. Da Alessandria nel corso del Duecento alcuni membri della famiglia passarono nella terra di Rivalta Bormida, dal 1191 alleata di Alessandria. All'atto di dedizione nel 1331 del Comune signorile di Rivalta Bormida al Marchese di Monferrato Teodoro I, vennero riconosciuti dal suddetto Marchese ai nobili Alessandro e Nero de Turre dicti de Bovo 1/5 dei diritti sul pedaggio e sui mulini di Rivalta Bormida. Tali prerogative vennero riconfermate dal marchese Teodoro II di Monferrato nel 1387 al nobile Guglielmo Bovio della Torre rappresentante del consortile dei Della Torre. Il nobile Antonio Bovio della Torre di Rivalta Bormida, trasferitosi a Casale Monferrato dopo la nomina a Segretario del Marchese Guglielmo IX di Monferrato, venne investito dallo stesso nel 1518 della sesta parte del feudo di Solonghello. Nel 1637 Michele venne investito da Carlo I Gonzaga Duca di Mantova e Monferrato del Feudo di Cavatore con titolo signorile. Nel 1666 i fratelli Giovanni e Angelo ottengono da Ferdinando Carlo Gonzaga Duca di Mantova il rinnovo dell'investitura di metà del pedaggio sul feudo di Rivalta Bormida. Il 23 luglio 1735 il re Carlo Emanuele III di Savoia riconfermava l'investitura all'avvocato Bartolomeo q. nobile vassallo Angelo. Vincenzo venne investito nel 1706 di punti di giurisdizione sul feudo di Conzano da Ferdinando Carlo Duca di Mantova, con titolo signorile. Il nipote di Vincenzo, Gian Domenico, otterrà l'investitura di Conzano dal re Carlo Emanuele III di Savoia con titolo comitale il 12 maggio 1766.

### Torre di Sicilia
Diretti discendenti dei della Torre milanesi si trasferirono in Sicilia alla fine del XIV secolo, il primo membro della famiglia ad ottenere un incarico rilevante fu un certo Parisio che fu capitano di giustizia in Caltagirone nel 1462 e nel 1468. Nel secolo successivo Bartolomeo Torre fu senatore in Catania per cinque volte fino al 1536 e deputato del regno nel 1511. Il titolo di cavaliere del regno venne conferito il 26 aprile 1519 a Federico e Giacomo Torre e il 22 febbraio 1644 Carlo Torre. I membri della famiglia successivi ottennero diversi incarichi pubblici, tra i quali la carica di senatori del regno.
Arma: d'azzurro, alla torre d’argento accostata da due leoni affrontati e controrampanti d’oro, sormontata da tre gigli dello stesso ordinati in fascia, col capo d’oro caricato dall’aquila bicipite spiegata di nero.